# Quai des États-Unis
Le quai des États-Unis est le nom donné, depuis 1917, à une voie longeant le rivage oriental de la baie des Anges de Nice, sur la route du bord de mer des Alpes-Maritimes.

## Situation et accès
Il est situé au pied de la colline du château, entre quai Rauba-Capeù et l’avenue des Phocéens. La promenade des Anglais en est son prolongement. 

## Origine du nom
Il porte le nom des États-Unis pour saluer l'entrée en guerre des États-Unis aux côtés des pays de l'Entente.

## Historique
Après la démolition des remparts par Louis XIV en 1706, la préoccupation défensive disparaît largement des projets d’urbanisme niçois. Un dispositif de terrasse est imaginé le long du bord de mer. Il s’agit d’une promenade surélevée parallèle au Cours et qui succède au rempart. En 1731, la ville impose à cet endroit la construction d’un corps de bâtiment longiligne et régulièrement couvert par une terrasse continue.
En 1832, l’annexe du n°38 du plan régulateur du Consiglio d'Ornato ordonne, le long de cette terrasse, l’aménagement du littoral en créant le quai du Midi (riba dóu Miejour en nissart), ébauche de l’actuel quai des États-Unis, de l’embouchure du Paillon à la porte Marine et plus tard jusqu’aux Ponchettes. Sa largeur est de 14,50 mètres (8 mètres de chaussée non compris 1 mètre de caniveau de chaque côté, deux trottoirs de 2 mètres chacun et un parapet sur le couronnement du mur vers la mer).
Un projet de nouvelle terrasse est approuvé en 1838 et mis en œuvre en 1840 sur le large espace laissé libre par le tracé du quai entre sa bordure nord et les anciennes terrasses. En avril 1848, le Consiglio aménage le quai du Midi de bancs de pierre de 3 mètres de long et 0,45 mètre de large devant le théâtre et sur la place dite de l’embouchure. En 1848, les nouvelles terrasses sont achevées et deviennent le lieu de promenade préféré des aristocrates hivernants. Elles sont délaissées lors de la réunion des deux rives du Paillon par le pont des Anges en 1865, au profit de la promenade des Anglais. En 1859, le quai du Midi est raccordé aux Ponchettes et à la route de Rauba-Capeù.
En 1917, la municipalité du général François Goiran décide de l’appeler quai des États-Unis pour saluer l'entrée en guerre des États-Unis aux côtés des pays de l'Entente.

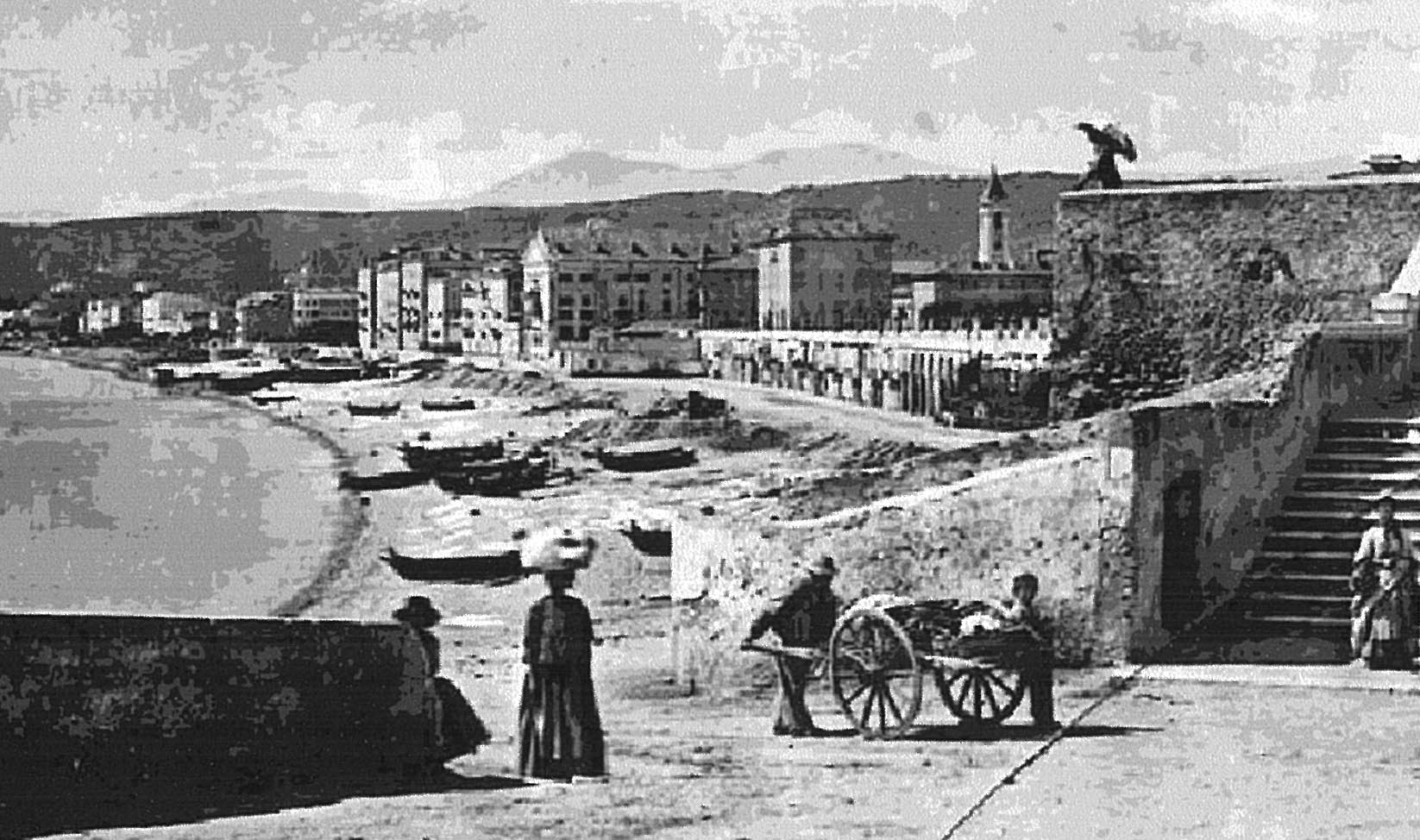
Le quai au début du XIXe siècle.
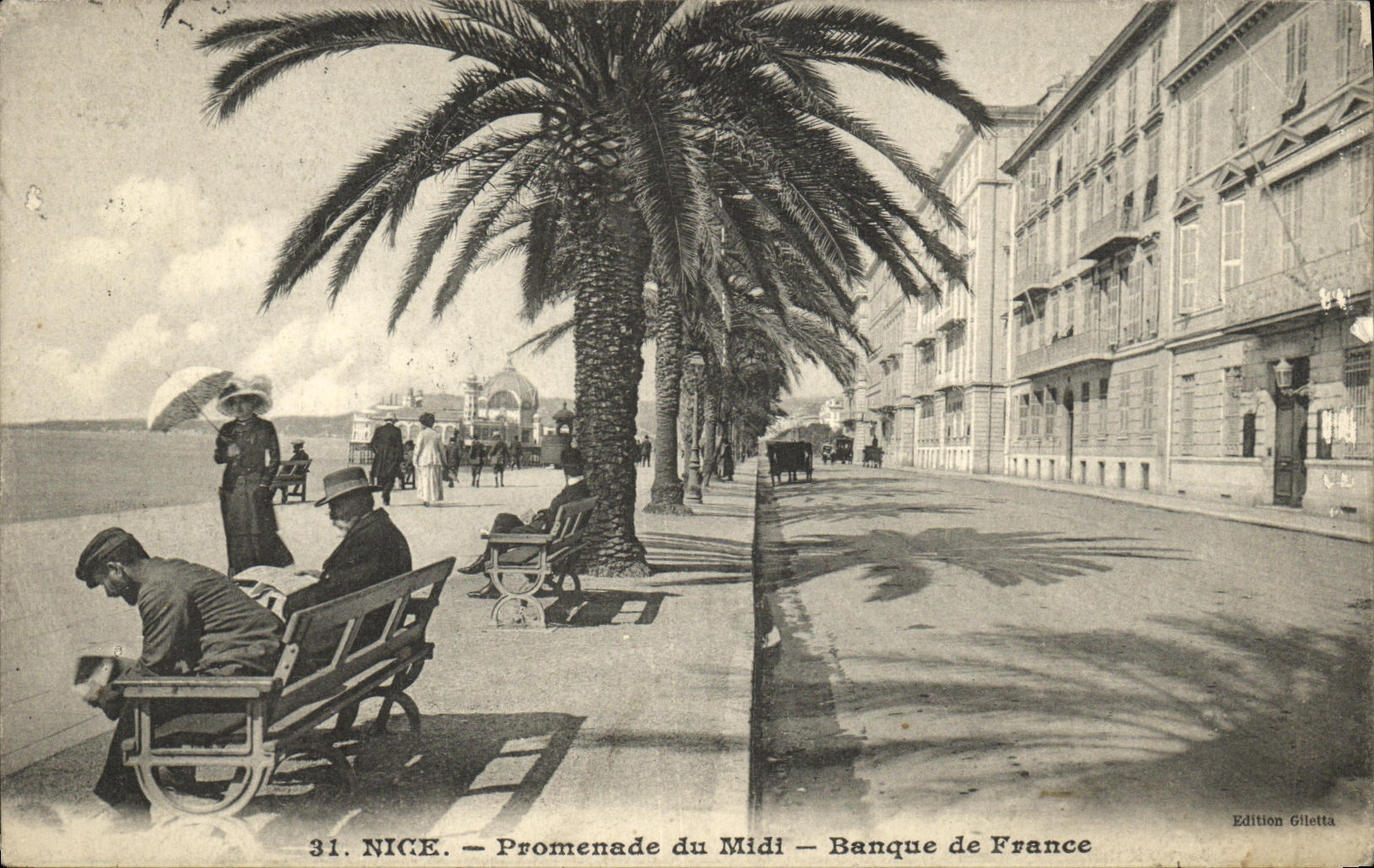
Le quai vers 1900.
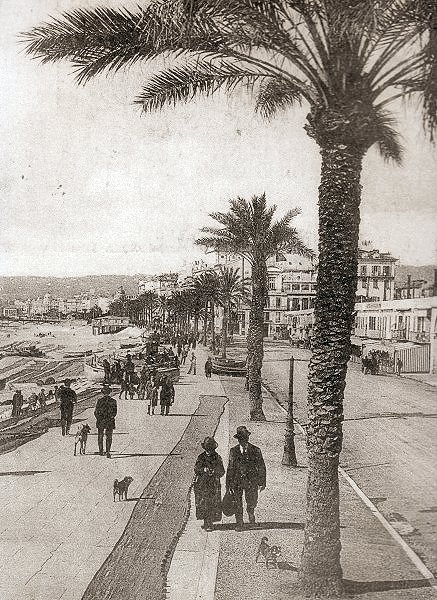
Le quai en 1920.

A la fin des années 1980, l'école Saint-François-de-Paule et le bâtiment de la Banque de France sont détruits (n°101-103), le terrain étant acquis par la Mairie de Nice. Jacques Médecin veut alors construire une mairie avec vue mer, à l'emplacement du terrain dénommé « Sulzer », du nom de la rue adjacente. Le projet ne n'aboutit pas et conduit quelques années plus tard à l'affaire Sulzer.
En 1999, des fouilles archéologiques lors de la construction du parking Sulzer mettent aux jours les fondations de la manufacture royale des tabacs datant de 1760.

### AuXXIesiècle

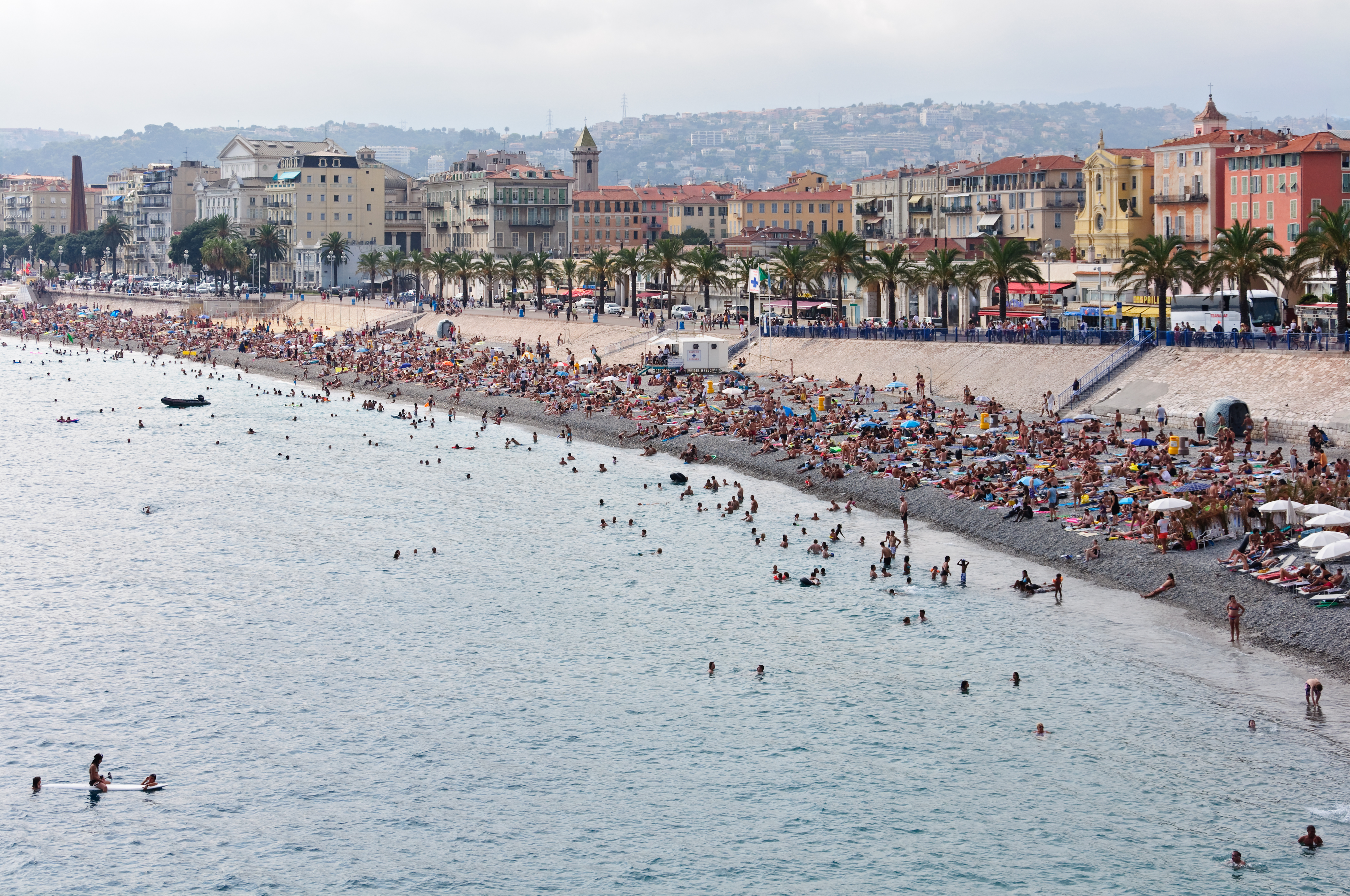
La plage des Ponchettes en contrebas du quai des États-Unis

Depuis 2002, le quai des États-Unis accueille des œuvres d'art exposées en plein air. Régulièrement, de nouvelles œuvres sont présentées. Ainsi en 2002, plusieurs sculptures de Niki de Saint Phalle firent leur apparition sur le quai, en 2005 ce furent des sculptures de Pierre Marie Lejeune et en 2006 une exposition aérienne d'Alain Jacquet. 
Plus récemment fut exposée la sculpture ligne indéterminée de Bernar Venet, ainsi que ses Neuf lignes obliques.
Une partie du quai est bordée par la Galerie des Ponchettes et la Galerie de la Marine qui sont des lieux d'expositions. On peut également y admirer la célèbre « Chaise bleue de SAB » (alias Sabine Géraudie, artiste peintre et décoratrice d'intérieur niçoise), sculpture monumentale représentant l'un des symboles du littoral niçois, la chaise bleue.
En 2013, le terrain Sulzer est baptisé « Esplanade Georges-Pompidou ».